# Kannon d'Usami
Kannon d'Usami est une statue de 50 mètres de haut d'un Guanyin assis qui se trouve à Itō (préfecture de Shizuoka), au Japon. La construction de la statue a été achevée en 1982. Elle repose sur une base de 32 mètres de haut, portant le monument à une hauteur totale de 82 mètres. En 2019, elle est la trente-septième plus grande statue au monde.